# June (Fernsehsender)

Das ehemalige Filles-TV-Logo

June ist ein Spartensender, der am 1. September 2004 – damals noch als Filles TV (Mädchen TV) – als Auskopplung von Canal J startete. Er richtet sich speziell an Mädchen.
Das Programm besteht hauptsächlich aus Serien und einigen anderen Sendungen, die sich mehr oder weniger auf das Zielpublikum (Mädchen und junge Frauen zwischen 15 und 24 Jahren) richten.
2010 wurde der Sender  in June umbenannt.